# Kristof Glamann
Kristof Glamann (født 26. august 1923 i Kerteminde, død 8. oktober 2013 i København) var en dansk historiker og bestyrelsesformand.
Han blev i født i Kerteminde på Fyn, og blev student fra Odense Katedralskole i 1941. Han blev mag.art. i historie ved Københavns Universitet 1948 og dr.phil. i 1958 med disputatsen Dutch-Asiatic trade: 1620-1740. Han fik guldmedalje i 1945 for besvarelsen af universitetets prisopgave med afhandlingen Asiatisk Kompagni 1732-1772. I 1960 blev han den første professor i økonomisk historie på Københavns Universitet. Værket Bryggeriets historie i Danmark indtil slutningen af det 19. århundedrede udkom i 1962 (engelsk udgave under titlen Beer and brewing in pre-industrial Denmark 2005).
I perioden 1976-1993 var han bestyrelsesformand for Carlsberg, og formand i Carlsbergfondet. Han har skrevet en række bøger om bryggeriet og dets skabere J.C. Jacobsen og sønnen Carl Jacobsen bl.a. Øl og marmor (1996) og Bryggeren (1990). Denne sidste titel var desuden baggrunden for tv-serien af samme navn, Bryggeren.
I 1961 blev han medlem af Det kongelige danske Selskab for Fædrelandets Historie, og var desuden dette selskabs kasserer i perioden 27. januar 1965 – 29. januar 1970.
Han var i en årrække efor ved 4. Maj Kollegiet på Frederiksberg og Hassagers Kollegium.

## Udvalgte publikationer
- Kristof Glamann og Erik Oxenbøll: "Studier i dansk merkantilisme. Omkring tekster af Otto Thott"; København Universitet, Institut for økonomisk historie: Publikation nr. 20; Akademisk Forlag, København 1983; ISBN 87-500-2476-0

### På internettet
- Kristof Glamann: "Studie i Asiatisk Kompagnis økonomiske historie 1732—1772" (Historisk Tidsskrift, 11. række, Bind 2; 1947)

## Dekorationer
- Kommandør af 1. grad af Dannebrog
- Den Islandske Falkeorden
- Forbundsrepublikken Tysklands Fortjenstorden
- Gorkha-Dakshina Bãhu Ordenen
- Nordstjerneordenen
- Oranje-Nassau Ordenen
- Order of the British Empire